# Fuglafjørðurs kommun
Fuglafjørðurs kommun (färöiska: Fuglafjarðars kommuna) är en kommun på Färöarna, belägen på ön Eysturoy. Kommunen omfattar orterna Fuglafjørður och Hellur. 2015 hade kommunen 1 499 invånare.

## Befolkningsutveckling
| Befolkningsutvecklingen i Fuglafjørðurs kommun 1985–2015 | Befolkningsutvecklingen i Fuglafjørðurs kommun 1985–2015 | Befolkningsutvecklingen i Fuglafjørðurs kommun 1985–2015 | Befolkningsutvecklingen i Fuglafjørðurs kommun 1985–2015 | Befolkningsutvecklingen i Fuglafjørðurs kommun 1985–2015 |
| -------------------------------------------------------- | -------------------------------------------------------- | -------------------------------------------------------- | -------------------------------------------------------- | -------------------------------------------------------- |
|                                                          |                                                          |                                                          |                                                          |                                                          |
| År                                                       |                                                          |                                                          | Folkmängd                                                |                                                          |
| 1985                                                     | 1985                                                     |                                                          | 1 645                                                    |                                                          |
| 1990                                                     | 1990                                                     |                                                          | 1 656                                                    |                                                          |
| 1995                                                     | 1995                                                     |                                                          | 1 415                                                    |                                                          |
| 2000                                                     | 2000                                                     |                                                          | 1 526                                                    |                                                          |
| 2005                                                     | 2005                                                     |                                                          | 1 564                                                    |                                                          |
| 2010                                                     | 2010                                                     |                                                          | 1 534                                                    |                                                          |
| 2015                                                     | 2015                                                     |                                                          | 1 499                                                    |                                                          |
|                                                          |                                                          |                                                          |                                                          |                                                          |